# Carignan (Ardenes)
Carignan és un municipi francès situat al departament de les Ardenes i a la regió del Gran Est. L'any 2007 tenia 3.178 habitants.

## Demografia

### Població
El 2007 la població de fet de Carignan era de 3.178 persones. Hi havia 1.324 famílies de les quals 432 eren unipersonals (156 homes vivint sols i 276 dones vivint soles), 404 parelles sense fills, 348 parelles amb fills i 140 famílies monoparentals amb fills.
La població ha evolucionat segons el següent gràfic:
Habitants censats

### Habitatges
El 2007 hi havia 1.476 habitatges, 1.343 eren l'habitatge principal de la família, 18 eren segones residències i 115 estaven desocupats. 967 eren cases i 506 eren apartaments. Dels 1.343 habitatges principals, 717 estaven ocupats pels seus propietaris, 593 estaven llogats i ocupats pels llogaters i 33 estaven cedits a títol gratuït; 24 tenien una cambra, 97 en tenien dues, 238 en tenien tres, 358 en tenien quatre i 626 en tenien cinc o més. 827 habitatges disposaven pel capbaix d'una plaça de pàrquing. A 663 habitatges hi havia un automòbil i a 401 n'hi havia dos o més.

### Piràmide de població
La piràmide de població per edats i sexe el 2009 era:
| Homes | Edats   | Dones |
| ----- | ------- | ----- |
| 8     | 95 o +  | 8     |
| 8     | 90 a 94 | 40    |
| 28    | 85 a 89 | 52    |
| 8     | 80 a 84 | 40    |
| 68    | 75 a 79 | 84    |
| 68    | 70 a 74 | 108   |
| 84    | 65 a 69 | 104   |
| 92    | 60 a 64 | 100   |
| 64    | 55 a 59 | 68    |
| 68    | 50 a 54 | 124   |
| 68    | 45 a 49 | 60    |
| 96    | 40 a 44 | 100   |
| 132   | 35 a 39 | 108   |
| 100   | 30 a 34 | 120   |
| 128   | 25 a 29 | 100   |
| 100   | 20 a 24 | 96    |
| 48    | 15 a 19 | 104   |
| 92    | 10 a 14 | 84    |
| 108   | 5 a 9   | 124   |
| 128   | 0 a 4   | 112   |

## Economia
El 2007 la població en edat de treballar era de 1.845 persones, 1.260 eren actives i 585 eren inactives. De les 1.260 persones actives 1.097 estaven ocupades (613 homes i 484 dones) i 163 estaven aturades (77 homes i 86 dones). De les 585 persones inactives 147 estaven jubilades, 175 estaven estudiant i 263 estaven classificades com a «altres inactius».

### Ingressos
El 2009 a Carignan hi havia 1.349 unitats fiscals que integraven 3.099,5 persones, la mediana anual d'ingressos fiscals per persona era de 15.091 €.

### Activitats econòmiques
Dels 148 establiments que hi havia el 2007, 2 eren d'empreses extractives, 6 d'empreses alimentàries, 2 d'empreses de fabricació de material elèctric, 8 d'empreses de fabricació d'altres productes industrials, 7 d'empreses de construcció, 45 d'empreses de comerç i reparació d'automòbils, 5 d'empreses de transport, 14 d'empreses d'hostatgeria i restauració, 1 d'una empresa d'informació i comunicació, 8 d'empreses financeres, 5 d'empreses immobiliàries, 14 d'empreses de serveis, 20 d'entitats de l'administració pública i 11 d'empreses classificades com a «altres activitats de serveis».
Dels 36 establiments de servei als particulars que hi havia el 2009, 1 era una oficina d'administració d'Hisenda pública, 1 gendarmeria, 1 oficina de correu, 3 oficines bancàries, 1 funerària, 4 tallers de reparació d'automòbils i de material agrícola, 1 taller d'inspecció tècnica de vehicles, 2 autoescoles, 2 paletes, 1 guixaire pintor, 1 lampisteria, 1 electricista, 5 perruqueries, 1 veterinari, 6 restaurants, 4 agències immobiliàries i 1 saló de bellesa.
Dels 27 establiments comercials que hi havia el 2009, 2 eren supermercats, 1 una gran superfície de material de bricolatge, 5 fleques, 1 una fleca, 2 llibreries, 5 botigues de roba, 1 una botiga de roba, 1 una botiga d'equipament de la llar, 2 botigues d'electrodomèstics, 2 botigues de material esportiu, 2 drogueries, 1 una perfumeria i 2 floristeries.
L'any 2000 a Carignan hi havia 15 explotacions agrícoles que ocupaven un total de 688 hectàrees.

## Equipaments sanitaris i escolars
El 2009 hi havia 1 centre de salut, 2 farmàcies i 2 ambulàncies.
El 2009 hi havia 1 escola maternal i 1 escola elemental. Carignan disposava d'un col·legi d'educació secundària amb 480 alumnes.

## Poblacions més properes
El següent diagrama mostra les poblacions més properes.